# Veľká Franková
Veľká Franková (em húngaro: Nagyfrankvágása; alemão: Großfrankenau; polonês/polaco: Wielka Frankowa) é um município da Eslováquia, situada no distrito de Kežmarok, na região de Prešov. Tem 10,59 km² de área e sua população em 2018 foi estimada em 339 habitantes.

## Demografia
| Ano:        | 1994 | 2004   | 2014   | 2024   |
| ----------- | ---- | ------ | ------ | ------ |
| Broj ljudi: | 354  | 378    | 351    | 333    |
| Razlika:    |      | +6,77% | -7,14% | -5,12% |

| Ano:               | 2023 | 2024   |
| ------------------ | ---- | ------ |
| Número de pessoas: | 335  | 333    |
| Diferença:         |      | -0,59% |